# 赤血球指数

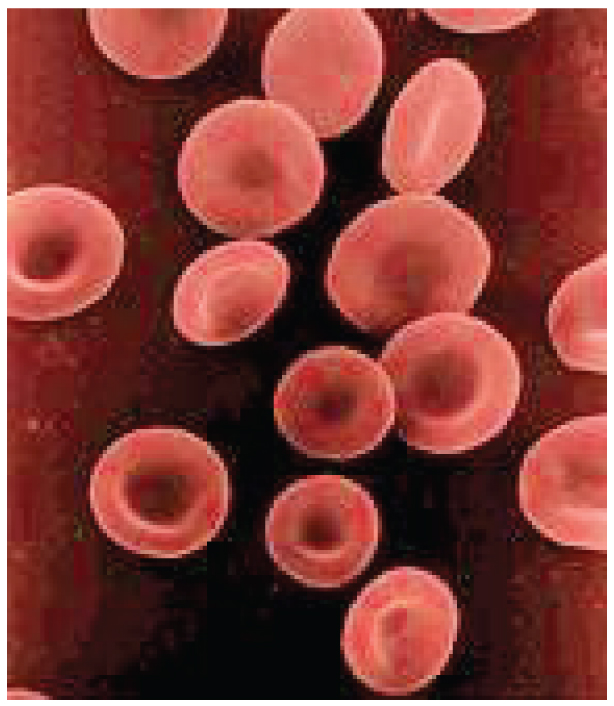
赤血球

赤血球指数（せっけっきゅうしすう、英語: erythrocyte indices、 RBC indices、red cell indices)は、赤血球の平均的な容積やヘモグロビン含量・濃度を表す指数である。赤血球恒数（せっけっきゅうこうすう）とも呼ばれる。
赤血球指数は、平均赤血球容積（MCV）、平均赤血球血色素量（MCH）、平均赤血球血色素濃度（MCHC）の3つから成り、
特にMCVは赤血球の評価において重要な地位を占める。なお、米国では赤血球分布幅（RDW）も赤血球指数に含めることがある。
赤血球指数は1929年に米国のマックスウェル・ウィントローブ（Maxwell Myer Wintrobe、1901-1986）が考案した。そのため、ウィントローブの赤血球指数と呼ばれることがある。

## 赤血球指数の検査法
赤血球指数は、通常、自動血球計数機で全血球計算（CBC）を実施するときに自動的に算出される。
自動血球計数機が普及する前は、血球計算盤をもちいた視算による赤血球数、遠心法によるヘマトクリット、比色法によるヘモグロビン濃度から後述の式で赤血球指数を計算していた
:2。

## 平均赤血球容積（MCV）

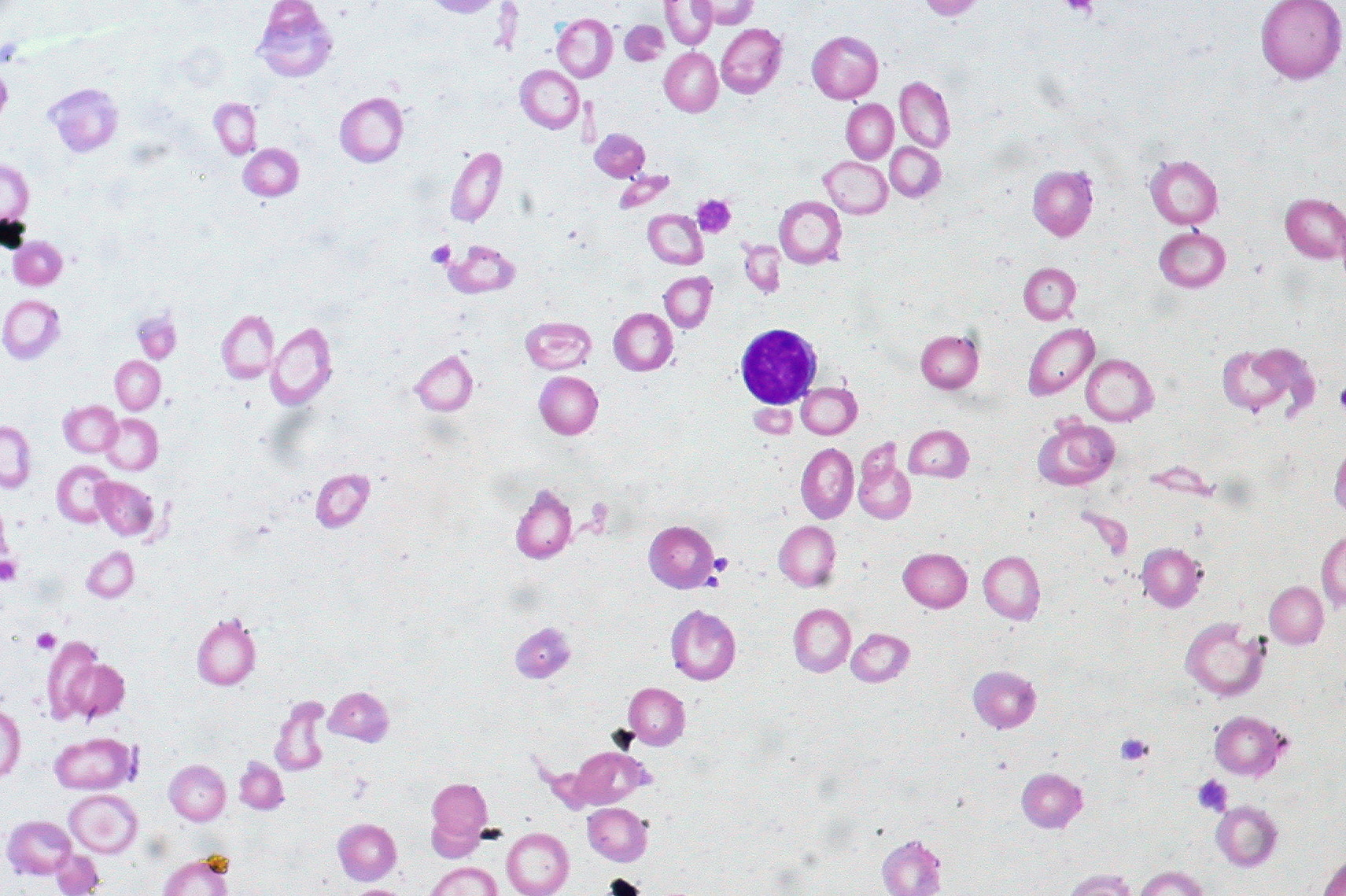
鉄欠乏性貧血：小球性・低色素性であり、赤血球大小不同が目立つ。MCVは55 fL。

平均赤血球容積（Mean Corpuscular Volume：MCV）は赤血球容積の平均値であり、成人では、およそ80から100 fL（フェムトリットル、10-15 L）程度である。
また、ヘマトクリットと赤血球数から下の式で計算することができる。
```
 MCV（fL） ＝ （ ヘマトクリット(%) × 10 ）／ 赤血球数(10
6
/μL）
```

### MCVの基準値
日本人成人の共用基準範囲では、MCVの基準値は男女共通で 83.6 - 98.2 fLである。
生理的変動
成人ではMCVは年齢とともに上昇する傾向がある。
小児においては、出生時のMCVは成人より高く、1歳前後には逆に低値をとり、その後、徐々に成人に近づいていく。

### MCVの意義
MCVは末梢血塗抹検査でみられる赤血球の大きさ（大球性／小球性）と平行し、MCVが100 fL超であれば大球性、80 fL未満であれば小球性とみなせる。臨床的意義もほぼ同じである。
MCVはもっとも重要な赤血球指数であり、赤血球形成の異常を反映する。一般的に、鉄の欠乏ないし利用障害があるときは、赤芽球の分裂にヘモグロビン合成が追いつかずに小さな赤血球となり、核の成熟障害（DNA合成の障害）があるときは、ヘモグロビン合成に赤芽球の分裂が追いつかず、大きな赤血球となると考えることができる。
貧血はMCVにより、小球性貧血（MCV＜80）、正球性貧血（80≦MCV≦100）、大球性貧血（MCV>100）、に分類される。
| MCV低値 （≦ 80 fL） （小球性）     | - 鉄欠乏性貧血 - サラセミア、鉄芽球性貧血（主に先天性のもの）、｛｛仮リンク\|無トランスフェリン血症\|en\|Atransferrinemia}}、鉛中毒、慢性疾患に伴う貧血の一部 |
| MCV正常 （81 - 100 fL） （正球性） | - 急性出血 - 骨髄低形成、再生不良性貧血、赤芽球癆、腎性貧血、骨髄への腫瘍浸潤、など（鉄利用障害やDNA合成障害を伴わない赤血球形成の障害） - 網赤血球増加が比較的軽度の溶血性貧血 - 慢性疾患に伴う貧血の大部分                                                                     |
| MCV高値 （＞ 100 fL） （大球性）   | - 巨赤芽球性貧血：ビタミンB12欠乏、葉酸欠乏・葉酸代謝障害、DNA合成の異常（先天性、薬物、赤白血病・骨髄異形成症候群などの腫瘍性疾患） - 肝硬変等の慢性肝疾患、アルコール過剰摂取、甲状腺機能低下症の一部 - 著明な網赤血球増加（急性出血後の回復期、貧血からの回復期、溶血性貧血） |

### MCVの低下する病態
MCV低値を伴う貧血、すなわち、小球性貧血のもっとも頻度の高い原因は鉄欠乏性貧血である。
（ただし、鉄欠乏性貧血の初期では、MCVが低値になっても貧血は顕在化していないことがある。）
その他、MCV低値をきたす病態として、サラセミア、鉄芽球性貧血、鉛中毒（ヘム合成の障害）、慢性疾患に伴う貧血の一部、があげられるが、
いずれも、鉄の利用障害として捉えることができる。。
なお、MCVが60未満の著しい低値を取る場合は、鉄欠乏性貧血よりもサラセミアの可能性が高い。#その他の赤血球関連の指数の項も参照されたい。
MCVの偽低値
破砕赤血球の増加、低ナトリウム血症（赤血球内の浸透圧が低いため血球計数機内で赤血球が水分を失ってしぼむ）、などがあげられる。

### MCVが正常な貧血（正球性貧血）
正球性貧血には、急性の出血・失血（直後）、脾機能亢進症（赤血球の破壊の亢進）、慢性疾患に伴う貧血の大部分、骨髄造血機能の低下（再生不良性貧血など）、腎性貧血（腎でのエリスロポエチン産生低下）などが含まれる。
いずれも、基本的に、著しいヘモグロビン合成障害やDNA合成障害を伴わない病態である。

### MCVの上昇する病態

巨赤芽球性貧血患者の末梢血（好中球の過分葉がみられる）

MCVの上昇をきたす病態は、核の成熟の遅れ（巨赤芽球）、網赤血球の増加、赤血球膜脂質の異常、などがあげられる。
これらの病態では、特に初期には、貧血を伴わない場合がある。
巨赤芽球性貧血
MCVが120以上の著しい高値を呈する場合は、巨赤芽球性貧血が考えやすい。
巨赤芽球性貧血とは、DNA合成障害のため赤芽球の成熟異常が起こり、巨赤芽球がみられる状態である。
ビタミンB12欠乏症（悪性貧血、胃全摘後、回腸切除後、条虫症など）と葉酸欠乏症（偏食、慢性アルコール症、小腸切除後、など）が代表的である。
その他、抗がん剤などの薬剤によるDNA合成障害や遺伝性のDNA合成障害によるものも含まれる。
薬剤性の巨赤芽球性貧血
DNA合成を障害する薬剤は巨赤芽球性貧血の原因となりうる。例をあげれば、
抗悪性腫瘍薬（メトトレキサート、アザチオプリン など）、
抗ウイルス薬（ジドブジン、ラミブジン など）、
ST合剤、
抗てんかん薬（フェニトイン、バルプロ酸 など）、などがある。
その他、抗菌剤が腸内細菌叢を撹乱して葉酸・ビタミンB12の腸管からの吸収を阻害する場合もある。
血液腫瘍の一部
骨髄異形成症候群の一部、赤白血病、など血液系の腫瘍性疾患の一部でMCVが上昇することがある。
肝硬変などの慢性肝疾患
肝硬変などの慢性肝疾患でもMCVの上昇がよくみられる。
赤血球膜の脂質異常が原因とされる:214。
アルコールの過剰摂取
MCVの上昇は、γGT上昇と並んで、アルコール過剰摂取の鋭敏なマーカーである。
機序としては、アルコールの直接的な赤芽球に対する障害作用、および、場合によっては葉酸欠乏が関与するとされる。
甲状腺機能低下症
甲状腺機能低下症で大球性貧血がみられることがある。
セレン欠乏症
機序はあきらかではないが、セレン欠乏症も大球性貧血が特徴的とされる。
赤血球形成の亢進

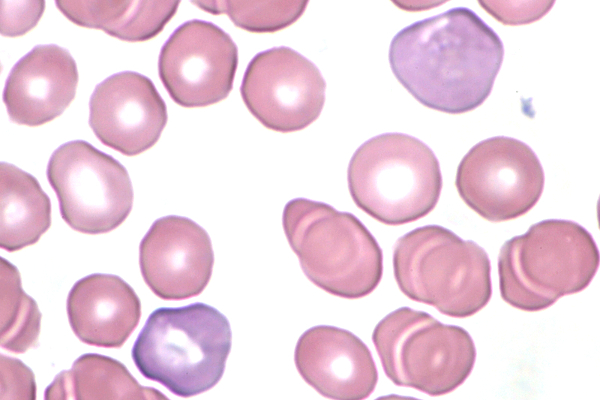
赤血球形成が亢進している状態では、ピンクの成熟赤血球に混じって、大きな幼若赤血球（青みがかった色に染まる多染性赤血球）が多数みられる

赤血球形成が亢進している病態においては、成熟赤血球より大きい網赤血球が増加するためにMCVが上昇する場合がある。例としては、急性出血の回復期、エリスロポイエチン製剤投与後、
溶血性貧血（自己免疫性溶血性貧血、薬剤性溶血性貧血、遺伝性溶血性貧血、発作性夜間ヘモグロビン尿症、異常ヘモグロビン症、赤血球酵素異常症、など）があげられる。
MCVの偽高値
赤血球凝集（寒冷凝集素症など）があるとMCVは偽高値となる。
糖尿病で高血糖を呈している場合、高ナトリウム血症、尿毒症、など血液が高浸透圧となる病態では偽高値となる(自動血球計数機のなかで等張の希釈液に接触して水分が中に入り込むため)。
また、採血後の検体を室温で放置するとMCVは上昇する。

### MCVの限界
MCVは非常に有用な赤血球パラメーターではあるが、あくまで「平均値」であることに留意する必要がある。
たとえば、後天性の鉄芽球性貧血では小球性低色素性の赤血球と正球性正色素性の赤血球が混在している場合があるが、末梢血塗抹検査では異常があきらかであっても、平均値としての赤血球指数（MCV）は正常範囲内にとどまることがある。MCHC、MCHについても同様のことがいえる。

## 平均赤血球血色素濃度（MCHC）

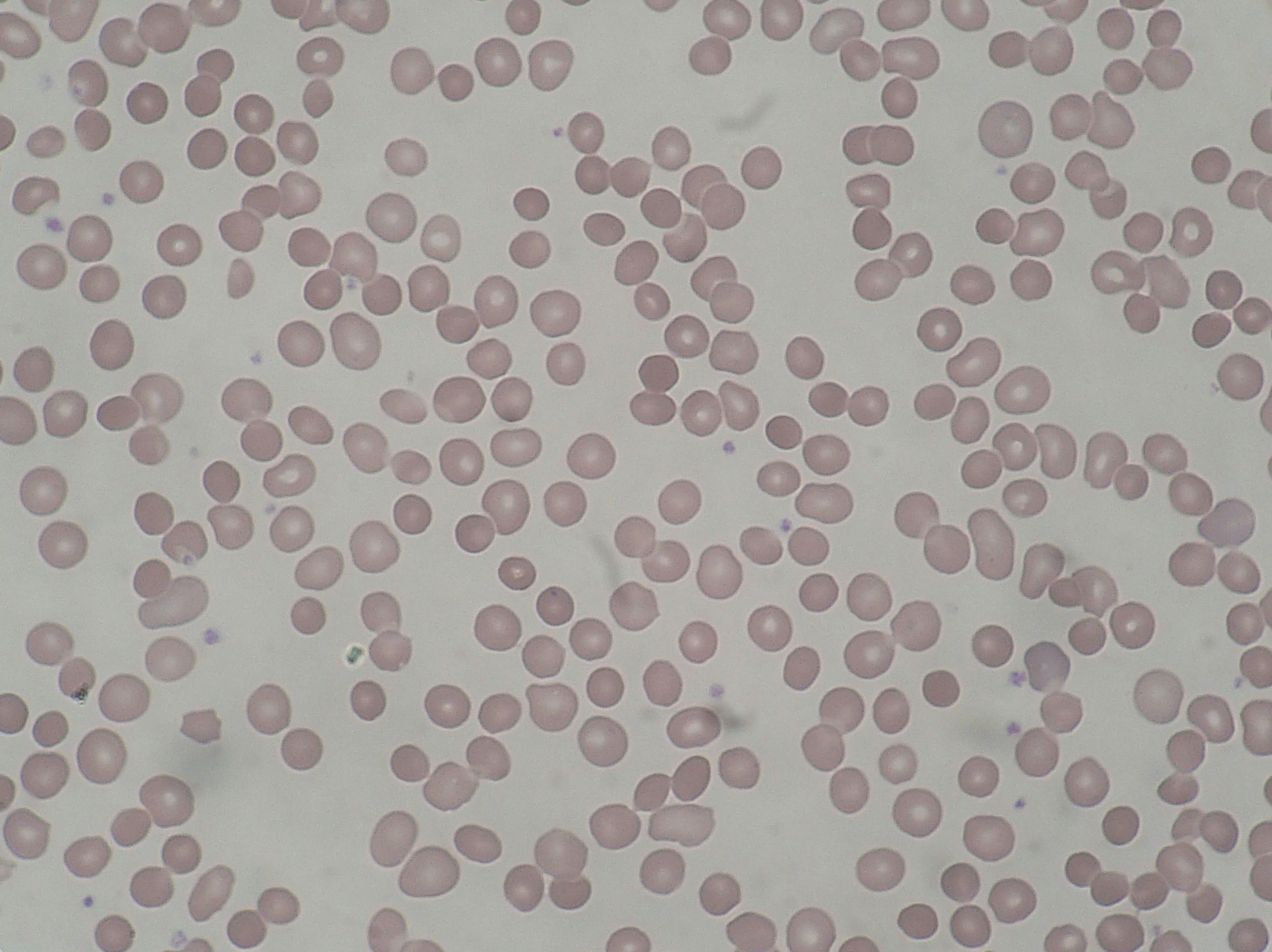
遺伝性球状赤血球症：中心淡明が消失して一様に濃桃色なのが球状赤血球

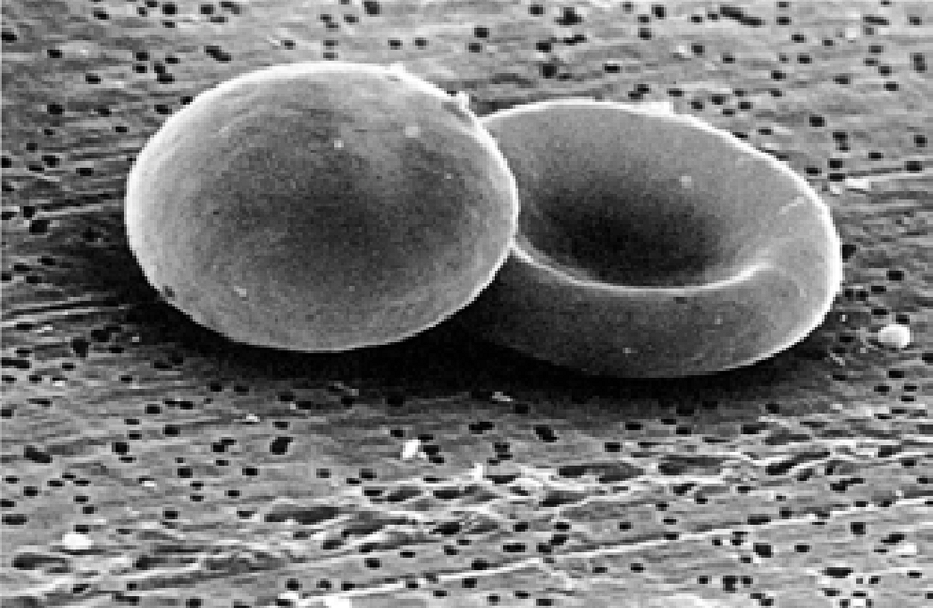
左が球状赤血球、右が正常赤血球（走査電子顕微鏡）

平均赤血球血色素濃度（Mean Cellular Hemoglobin Concentration：MCHC)は、赤血球内のヘモグロビン（血色素）の濃度の平均値であり、以下の式で算出することができる。
```
 MCHC（g/dL） ＝ （ ヘモグロビン(g/dL) × 100 ）／ ヘマトクリット(%）
```

MCHCは末梢血塗抹検査でみられる赤血球の色素量（正色素性／低色素性）と平行し、
MCHCが32から36 g/dLぐらいが正色素性に相当する。
ヘモグロビン産生は、最も効率のよい 33 g/dL前後にとどまるように調整されており、
末梢血塗抹検査で「高色素性」がないのと同様に、MCHCも基本的に高値を取ることはない:164。

### MCHCの意義
MCHC低値はヘモグロビン合成障害を示唆し、典型例は鉄欠乏性貧血であるが、赤血球容積の低下とヘモグロビンの低下が並行して進むため、
MCHCの異常が顕在化するのは遅く、貧血の早期発見には向いていない:379。
まれに、MCHC高値が遺伝性球状赤血球症、低ナトリウム血症などの発見のきっかけになることがある他は、MCHCの臨床的意義はそれほど高くない。
なお、自動血球計数機でMCHCを算出するには、ヘモグロビン濃度、赤血球数、MCV、の3つの計測値が用いられるので、
MCHC値は自動血球計数機が正常に動作しているか確認するのに有用である。たとえば、MCHCが異常高値を呈していたら、
上記の疾患を除外する他に、機器の異常や検体の問題（溶血、寒冷凝集、など）の可能性も含めて検討する必要がある。

### MCHCの基準値
日本人成人の共用基準範囲では、MCHCの基準値は男女共通で31.7 - 35.3 g/dLである。
（なお、MCHCの単位は、かつては「%」と記載されていたが、近年は「g/dL」がもちいられる。）
なお、小児のMCHCはMCVと比較すると年齢による変化が少ないが、出生時にもっとも高く1歳前後にやや低値をとる。

#### MCHCが低値をとる病態
鉄欠乏性貧血、サラセミア、鉄芽球性貧血、慢性炎症に伴う貧血、など、低色素性貧血に含まれる疾患（鉄の利用障害）ではMCHCは低値となる:164。
また、検体を室温で放置すると赤血球容積（MCV）が増加するため、MCHCは偽低値となる。

#### MCHCが高値をとる病態
赤血球内のヘモグロビン濃度はおよそ36 g/dLで既に飽和状態となるため、MCHCが飽和状態を超えてさらに高値をとることは本来はありえないはずであり、基本的にMCHCが高値となることはない:164。
その例外として有名なのは、遺伝性球状赤血球症であり、MCHCが36-38 g/dL程度になることがある。
これは、自動血球計数機でMCVを測定する際に、正常の赤血球は葉巻状に変形しているが、遺伝性球状赤血球症では赤血球の変形が不十分なのでMCVが低く算出されるためである。
MCHC高値があれば、まず、遺伝性球状赤血球症を疑う。
その他、まれな遺伝性疾患である遺伝性乾燥赤血球症でもMCHC高値が特徴であるほか、
ホモ接合体の鎌状赤血球症、ヘモグロビンC症など異常ヘモグロビン症の一部でもMCHC高値がみられることがある。
なお、新生児では溶解度の高い胎児型ヘモグロビン（ヘモグロビンF）が多いため、MCHCは高値となることがある。
その他、MCHCの偽高値の原因として、赤血球凝集（赤血球数・ヘマトクリットの偽低値）、溶血（ヘモグロビンの偽高値。採血時の溶血、高度の血管内溶血：溶血性尿毒症症候群・血栓性血小板減少性紫斑病（TTP）・溶血毒産生菌による敗血症、など）、
低ナトリウム血症（低浸透圧状態の赤血球が血球計数装置内で水分を失うため）、
高脂血症（ヘモグロビンの偽高値）、などがある:164ref name="Brihi2024"/>。

## 平均赤血球血色素量（MCH）
平均赤血球血色素量（Mean Corpuscular Hemogolobin：MCH）は赤血球1個あたりのヘモグロビン量の平均値であり、以下の式で求めることができる。
```
 MCH（pg） ＝ （ ヘモグロビン(g/dL) × 10 ）／ 赤血球数(10
6
/μL）
```

### MCHの意義
MCHは自動血球計数機で算出される赤血球指数のうち、測定精度の高い赤血球数とヘモグロビン濃度から計算されるため、最も信頼性が高いとされる。
しかし、MCHで新たに得られる情報は少ない。MCHは基本的にMCVに並行して動くとみなすことができる。
MCHは臨床的意義が少なく、あまり用いられない:164。

### MCHの基準値
日本人成人の共用基準範囲では、MCHの基準値は男女共通で 27.5 - 33.2 pgである。
小児においては、MCHは生下時にもっとも高く、その後低下、2歳ごろ最低値をとったのち、徐々に上昇し、思春期には成人に近い値となる。

## 赤血球分布幅（RDW）
赤血球分布幅（赤血球容積分布幅、英語: Red Cell Distribution Width：RDW）とは、個々の赤血球の容積のばらつきを表す指標であり、自動血球計数機で算出される。
RDWは、ウィントローブのオリジナルの赤血球指数には含まれない。また、MCV、MCH、MCHCが平均値であるのに対し、RDWは赤血球容積値のバラツキの指標であることから、性格も異なる。
しかし、米国では、自動血球計数機から出力されるパラメータの一環として、赤血球指数に含めることが多い:2。
特に、MCVとRDWの組み合わせは貧血の鑑別に有用とされる。

## その他の赤血球関連の指数
ウィントローブの赤血球指数から導出される指数
サラセミアと鉄欠乏性貧血はいずれも小球性貧血であるが、サラセミアでは鉄欠乏性貧血と比べ赤血球数が多い傾向がある。
サラセミアと鉄欠乏性貧血の鑑別のため、さまざまな指数が提案されてきたが、
よく知られているのはメンツアー指数（Mentzer Index、サラセミア指数とも呼ばれる）である。
```
メンツアー指数 ＝ MCV(fL) ÷ 赤血球数（百万/μL）
```

メンツアー指数が13以下ならサラセミアが示唆される。
自動血球計数機から出力される赤血球関連パラメーター
自動血球計数機の機種によっては、伝統的な赤血球関連パラメーター（赤血球数、ヘマトクリット、ヘモグロビン、MCV、MCHC、MCH、RDW）以外の赤血球に関する計測値が出力される。
よく利用されるのは、網赤血球数、有核赤血球数、破砕赤血球数である。
その他、機種により、様々な新しい赤血球パラメーターが計測可能であり、
たとえば、網赤血球ヘモグロビン等量（reticulocyte hemoglobin equivalent：RET-He）は、網赤血球1個当たりのヘモグロビン量で、フェリチンよりも鋭敏な鉄欠乏指標とされる。
しかし、機種依存性・機種間差もあり、広く利用されるには至っていない。

## 獣医学領域における赤血球指数
哺乳類に関しては、ヘモグロビン、ヘマトクリット、MCHCは種差が少ないが、赤血球数、MCV、MCHは種によるバラツキが大きい
哺乳類の愛玩動物や家畜ではヒトよりMCVが低いのが通常であり、イヌで66-77 fL、ネコで39-55 fL、ウシで40-60 fL程度である。赤血球に核がある鳥類、爬虫類、両生類は哺乳類よりMCVが高値となる。
種・品種により基準値が異なることを除けば、赤血球指数の解釈はヒトの場合と大差ない。